# Садовое (Херсонский район)
Садовое (укр. Садове) — село в Херсонской городской общине Херсонского района Херсонской области Украины. Расположено на устье реки Ингулец.
Почтовый индекс — 75035. Телефонный код — 5547. Код КОАТУУ — 6520386001.

## Население
Население по переписи 2001 года составляло 1396 человек.

### Языковой состав
Родной язык населения по данным переписи 2001 года:
| Язык       | Численность, чел. | Доля     |
| ---------- | ----------------- | -------- |
| Украинский | 1 272             | 91,12 %  |
| Русский    | 113               | 8,09 %   |
| Другое     | 11                | 0,79 %   |
| Итого      | 1 396             | 100,00 % |

## История
Основано в 1778 году полковником Михаилом Леонтьевичем Фалеевым как «Ингульская дача», на месте, где с давних пор действовала переправа, а с середины XVIII века существовал запорожский зимовник Ингульской паланки. Также называлась Садовое-Фалеевка или Садовое (дача Фалеева) на 8 июня 1780 года.
С 1792 года поместье перешло в ведение полковника Николая Комстадиуса.

За переправой на Ингульце взор путешественника приятно поражает, деревня помещика Комстадиуса, в особенности богатым и превосходно содержанным садом, который начинается за каменной плотиной.— А. Афанасьев-Чужбинский 
(Поездка по Низовьям Днепра (в 1858–1860), Поездка в Южную Россию. Часть I. Очерки Днепра. — СПб., 1863 год.)